# Camí Vell d'Isona

El Camí Vell d'Isona, respecte del terme d'Abella de la Conca

El Camí Vell d'Isona és una pista rural perfectament transitable dels termes municipal d'Abella de la Conca i d'Isona i Conca Dellà, al terme antic d'Isona, a la comarca del Pallars Jussà.
Antigament era la principal via de comunicació entre les dues viles que hi aporten el nom; actualment (des de la segona meitat del segle xx) ha estat substituïda per la L-511 i la Carretera d'Abella de la Conca.

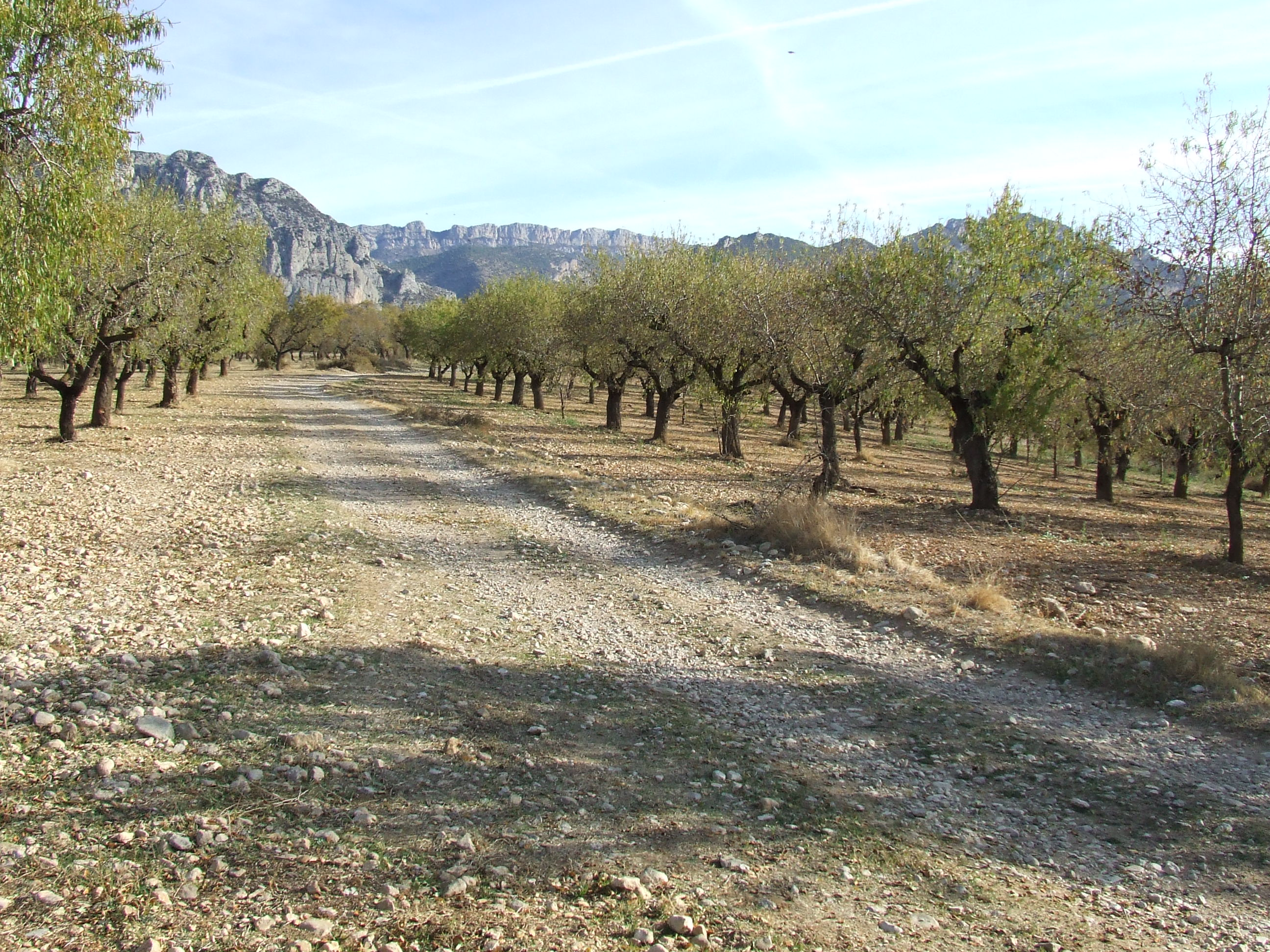
El Camí Vell d'Isona, a los Plans

Aquest camí arrenca de la Carretera d'Abella de la Conca ran de Cal Cuquerlo, però antigament sortia de la mateixa vila d'Abella de la Conca (el tram que falta correspon a l'actual Carretera d'Abella de la Conca). Des de Cal Cuquerlo, passa per Cal Crispí, pel sud de Cal Martí, pel nord de la Llenasca, on troba l'arrencada cap al sud-est del Camí de Cal Pere de la Isidra. Més tard passa per davant de Cal Joliu i arriba a l'extrem sud-oest de los Plans, on travessa el Camí dels Calvaris. Poc després, abans d'arribar al barranc del Mas de Mitjà, dona pas al Camí d'Isona a Abella de la Conca, camí que, de fet, és la seva continuïtat.
A part dels dos camins esmentats, el Camí Vell d'Isona troba tot al llarg del seu recorregut tot de camins menors que menen als conreus intermedis i als altres camins que recorren la zona.
A l'entorn d'aquest camí es troba la partida rural del Camí d'Isona.

## Etimologia
És un nom romànic modern de caràcter descriptiu: es tracta del camí vell que menava a la vila d'Isona.